# Чорна Річка (Томський район)
Чо́рна Рі́чка (рос. Чёрная Речка) — присілок у складі Томського району Томської області, Росія. Входить до складу Зарічного сільського поселення.

## Населення
Населення — 1233 особи (2010; 1038 у 2002).
Національний склад (станом на 2002 рік):
- татари — 64 %
- росіяни — 30 %